# Cupido magnus
Cupido magnus är en fjärilsart som beskrevs av Rühl 1895. Cupido magnus ingår i släktet Cupido och familjen juvelvingar. Inga underarter finns listade i Catalogue of Life.